# Język tii
Język tii (ti, thie)– język austronezyjski używany w prowincji Małe Wyspy Sundajskie Wschodnie w Indonezji, w południowo-zachodniej części wyspy Roti (Rote). Według danych z 2002 roku posługuje się nim 20 tys. osób.
Wykazuje niewielkie różnice dialektalne. Według Ethnologue jest używany przez wszystkich członków społeczności, w różnych sferach życia. W użyciu są także języki indonezyjski i malajski Kupangu.
Jeden z języków rote. Bywa włączany pod pojęcie języka roti (rote). 
W piśmiennictwie stosuje się alfabet łaciński.